# Sweeter
Sweeter é o quarto álbum de estúdio do cantor e compositor Gavin DeGraw. O álbum foi lançado nos Estados Unidos em 20 de setembro de 2011 e apresenta faixas co-escritas com outros artistas para a primeira vez, incluindo Ryan Tedder, Butch Walker e Andrew Frampton. O primeiro single "Not Over You", co-escrito e produzido por Ryan Tedder, foi liberado nas rádios mainstream e no iTunes em maio e foi um sucesso nas paradas. O álbum recebe críticas geralmente favoráveis de críticos musicais e recebeu um moderado impacto nas paradas.

## Precedentes
DeGraw definiu o álbum como "um som mais refinado ainda mais ousado". Ele revelou ao examinador que "Para este álbum em particular, o que aconteceu foi que havia coisas que eu fiz musicalmente que eu gravei que eu não tinha gravado antes. Continuando, explicou ele," Alguns dos tipos de canto que eu estou fazendo neste álbum, eu fiz isso ao vivo, mas eu nunca realmente gravei desse jeito". Gavin também descreveu o álbum como "apenas mais funky e mais sexy do que os álbuns que fiz no passado. Não que cada canção é sobre Batendo e trituração causa que não é de todo o registro que eu estou dizendo que eu fiz. É apenas um tipo mais sexy do álbum mais intimista ".

## Composição
"Not Over You", que pungentemente evoca a dificuldade de passar por cima de alguém, é uma das duas músicas Gavin co-escreveu com Ryan Tedder para o álbum "Sweeter", que foi gravado em vários locais, incluindo estúdio de Ryan em Denver, Blackbird Studio, em Nashville, Butch Walker, em Veneza, Califórnia, e no lendário Henson Recording Studios, em Hollywood. O álbum encontra Gavin experimentando novos sons, que resultaram em um suporte, potente arrogante, tanto musicalmente e liricamente, em canções sexualmente carregadas, como uma infusão de R&B nas cancões "Sweeter" e "Radiation". Os momentos mais picantes são compensadas por canções emocionalmente mais transparentes, como o vigoroso "Not Over You" e "Soldier" e edificante "Você sabe onde eu estou," que transmitem vulnerabilidade ao mesmo tempo conseguindo sentir nitidamente masculino. 
Ele decidiu trabalhar com co-autores pela primeira vez como uma forma de ampliar seus horizontes, como Ryan Tedder, que também co-escreveu e produziu "Sweeter", e também Andrew Frampton. Ele também trabalhou com uma série de produtores, incluindo Butch Walker, Eric Rosse e Ron Aniello.  "Co-escrita com outras pessoas mudou tudo para mim", disse DeGraw. "Não só abrir minha mente para novas idéias, mas mudou a forma como eu escrevi no meu próprio. Jogando todos esses estilos diferentes, com outros músicos me levaram a pensar sobre as coisas de forma diferente quando eu estava trabalhando por mim. Eu era capaz de tocar em coisas que eu faço ao vivo, a brincar com alguns dos que os anos 1960 e início dos 1970 R & B coisas;. eu era capaz de gravar todos os estilos de música que eu gosto e colocá-las em um álbum foi muito bom levar o meu leash fora e experiência. Embora não ando muito longe do que eu fiz, eu acho que é o primeiro álbum que eu fiz que chamou meu som verdadeiro".

## Singles
"Not Over You", foi o primeiro single do álbum e foi lançado em 17 de maio de 2011. A canção atingiu a 18ª posição na Billboard Hot 100, além de vender mais de 1 milhão de cópias nos Estados Unidos, sendo assim certificado como platina pela RIAA. O single alcançou a 8ª posição na Nova Zelândia e 16ª na Holanda.
"Soldier", lançado em 6 de setembro de 2011 como segundo single do álbum. A canção alcançou o 20º lugar na Holanda.
"Sweeter", lançado como terceiro single do álbum em outubro 2011, a canção se posicionou na 25ª posição na Holanda.

## Lista de Faixas
| N.º | Título                                    | Duração |  |
| 1.  | "Sweeter (Gavin, Ryan Tedder)"            | 3:43    |  |
| 2.  | "Not Over You (Gavin, Tedder)"            | 3:38    |  |
| 3.  | "Run Every Time (Gavin, Andrew Frampton)" | 3:06    |  |
| 4.  | "Soldier"                                 | 3:31    |  |
| 5.  | "Candy"                                   | 4:38    |  |
| 6.  | "You Know Where I'm At"                   | 3:21    |  |
| 7.  | "Stealing"                                | 4:17    |  |
| 8.  | "Radiation"                               | 4:17    |  |
| 9.  | "Where You Are"                           | 4:21    |  |
| 10. | "Spell It Out (Gavin, Frampton)"          | 3:57    |  |

## Desempenho nas paradas
"Sweeter" estreou na 8ª posição na Billboard 200 vendendo 34 mil cópias na primeira semana. "Sweeter" já vendeu mais 129,000 cópias no Estados Unidos.

### Paradas musicais
| Parada musical (2011/2012)                  | Posição |
| ------------------------------------------- | ------- |
| Bélgica - (Ultratop - Valônia)              | 3       |
| Bélgica - (Ultratop - Wallonia)             | 61      |
| Dinamarca - (Denmark Albums Top 40)         | 6       |
| Estados Unidos - (Billboard 200)            | 8       |
| Estados Unidos - (Billboard Digital Albums) | 5       |
| Noruega - (Norway Albums Top 40)            | 25      |
| Países Baixos - (Mega Charts)               | 6       |
| Suíça - (Swiss Music Charts)                | 19      |
| Suécia - (Swedish Albums Chart)             | 29      |